# José Garibi y Rivera
José Garibi y Rivera, mehiški rimskokatoliški duhovnik, škof in kardinal, * 30. januar 1889, Guadalajara, † 27. maj 1972.

## Življenjepis
25. februarja 1912 je prejel duhovniško posvečenje.
16. decembra 1929 je bil imenovan za pomožnega škofa Guadalajare in za naslovnega škofa Rhosusa; 7. maja 1930 je prejel škofovsko posvečenje.
22. decembra 1934 je bil imenovan za nadškofa pomočnika iste nadškofije in za naslovnega nadškofa Bizje; 18. februarja 1936 je nasledil nadškofovski položaj.
15. decembra 1958 je bil povzdignjen v kardinala in imenovan za kardinal-duhovnika S. Onofrio.
Upokojil se je 1. marca 1969.